# Петр Немець
Петр Немець (чеськ. Petr Němec; нар. 7 червня 1957, Острава, Чехословаччина) — чехословацький і чеський футболіст, тренер. Олімпійський чемпіон 1980 року.

## Клубна кар'єра
У молодості виступав за аматорські клуби Острави: «Банік» із міського району Гержманіце та основний «Банік». Кар'єру почав на військовій службі в таборській «Дуклі». 1977 року перейшов в острівський клуб і грав у ньому до 1986 року. На рахунку Німця 188 матчів та 33 голи. Завершив кар'єру у 1987 році, провівши один сезон у клубі «Скло Уніон» із Теплиці (нині клуб має ім'я міста).

## Виступи за збірні
У складі збірної Чехословаччини вирушив на Олімпіаду в Москві. Провів три гри, у двох із яких виходив на заміну. Сама ж збірна Чехословаччини, набравши 4 очки у групі, з першого місця вийшла у плей-оф турніру та виграла золоті медалі, перемігши у фіналі східних німців з рахунком 1:0; того ж року став бронзовим призером чемпіонату Європи. Наступного року Німець провів ще п'ять ігор в основній збірній з 24 березня по 23 вересня.

## Кар'єра тренера
З 2001 року працює у Польщі. Тренував клуби «Шльонськ», «Відзев», «Островець-Свентокшиски», «Медзь», «Флоту», «Арка», «Одра», «Варті», «Котвиця».

## Титули і досягнення
- Чемпіон Чехословаччини: Банік (Острава) 1979/1980, 1980/1981
- Володар Кубка Чехословаччини: Банік (Острава) 1978

- Олімпійський чемпіон: 1980
- Бронзовий призер чемпіонату Європи: 1980